# Vysšaja Liga 1992
La Vysšaja Liga 1992 fu la prima edizione della massima serie del campionato russo di calcio dopo la dissoluzione dell'Unione Sovietica e quindi del campionato sovietico di calcio. Vide la vittoria finale dello Spartak Mosca. La competizione riprende il nome della massima divisione sovietica.

## Stagione

### Formula
Con la dissoluzione dell'Unione Sovietica le squadre partecipanti provenivano dalla Vysšaja Liga 1991 e dalla Pervaja Liga 1991 (seconda divisione sovietica), più le promosse dalla Vtoraja Liga (terza divisione sovietica): in tutto furono iscritti 20 club, ossia tutti quelli che avrebbero disputato i due vecchi campionati nazionali, i quali vennero divisi in due gironi da 10 squadre onde finire in tempo per prevenire i rigori del rigido inverno del paese.
Il campionato, infatti, prevedeva due fasi: nella prima fase le squadre si affrontarono in un girone all'italiana con partite di andata e ritorno, disputando 18 partite ciascuna. Le prime quattro di ciascun girone disputarono i play-off per il titolo (un girone con gare di andata e ritorno per un totale di 8 partite per squadra), mentre le ultime sei disputarono i play-out (un girone con gare di andata e ritorno per un totale di 12 partite per squadra). Nella seconda fase ciascuna squadra affrontava solo le squadre non presenti nel proprio girone nella prima fase, portandosi i punti conquistati nella prima fase contro le squadre del proprio girone. La prima classificata nei play-off per il titolo era campione di Russia e ammessa in UEFA Champions League 1993-1994. Le squadre classificate dal secondo al quarto posto venivano ammesse in Coppa UEFA 1993-1994, per accordo politico con la UEFA e l'Ucraina che aveva permesso di ereditare i diritti sovietici ed in più di beneficiare dell'esclusione dalle coppe europee dei resti della Jugoslavia. Le ultime cinque nei play-out retrocedevano in Pervaja Liga, onde iniziare a tornare alla vecchia formula da sedici club passando per una tappa da diciotto. Erano previsti due punti in caso di vittoria, uno per il pareggio e zero per la sconfitta.

## Squadre partecipanti
| Club                    | Città           | Stadio                | Stagione 1991                                 |
| ----------------------- | --------------- | --------------------- | --------------------------------------------- |
| Asmaral                 | Mosca           |                       | 1º posto nel Girone Centro della Vtoraja Liga |
| CSKA Mosca              | Mosca           | Stadio Centrale Lenin | Campione dell'Unione Sovietica                |
| Dinamo-Gazovik          | Tjumen'         |                       | 20º posto in Pervaja Liga                     |
| Dinamo Mosca            | Mosca           | Stadio Dinamo         | 6º posto in Vysšaja Liga                      |
| Dinamo Stavropol'       | Stavropol'      |                       | 16º posto in Pervaja Liga                     |
| Fakel Voronež           | Voronež         |                       | 13º posto in Pervaja Liga                     |
| Kryl'ja Sovetov Samara  | Samara          |                       | 2º posto nel Girone Centro in Vtoraja Liga    |
| Kuban'                  | Krasnodar       |                       | 21º posto in Pervaja Liga                     |
| Lokomotiv Mosca         | Mosca           | Stadio Lokomotiv      | 16º posto in Vysšaja Liga                     |
| Lokokomtiv Nižnij Novg. | Nižnij Novgorod |                       | 8º posto in Pervaja Liga                      |
| Okean                   | Nachodka        |                       | 1º posto nel Girone Est della Vtoraja Liga    |
| Rostsel'maš             | Rostov sul Don  |                       | 4º posto in Pervaja Liga                      |
| Rotor                   | Volgograd       |                       | 1º posto in Pervaja Liga                      |
| Šinnik                  | Jaroslavl'      |                       | 6º posto in Vysšaja Liga                      |
| Spartak Mosca           | Mosca           | Stadio Centrale Lenin | 2º posto in Vysšaja Liga                      |
| Spartak Vladikavkaz     | Vladikavkaz     |                       | 11º posto in Vysšaja Liga                     |
| Tekstil'ščik Kamyšin    | Kamyšin         |                       | 11º posto in Pervaja Liga                     |
| Torpedo Mosca           | Mosca           | Stadio Torpedo        | 3º posto in Vysšaja Liga                      |
| Uralmaš                 | Ekaterinburg    |                       | 3º posto in Pervaja Liga                      |
| Zenit San Pietroburgo   | San Pietroburgo |                       | 18º posto in Pervaja Liga                     |

## Prima fase

### Gruppo A

#### Classifica finale
|  | Pos. | Squadra              | Pt | G  | V  | N | P  | GF | GS | DR  |
|  | ---- | -------------------- | -- | -- | -- | - | -- | -- | -- | --- |
|  | 1.   | Dinamo Mosca         | 24 | 18 | 10 | 4 | 4  | 35 | 16 | +19 |
|  | 2.   | Lokomotiv Mosca      | 24 | 18 | 9  | 6 | 3  | 23 | 14 | +9  |
|  | 3.   | Spartak Vladikavkaz  | 23 | 18 | 9  | 5 | 4  | 31 | 18 | +13 |
|  | 4.   | CSKA Mosca           | 23 | 18 | 9  | 5 | 4  | 29 | 20 | +9  |
|  | 5.   | Tekstil'ščik Kamyšin | 21 | 18 | 8  | 5 | 5  | 20 | 17 | +3  |
|  | 6.   | Uralmaš              | 19 | 18 | 8  | 3 | 7  | 28 | 29 | -1  |
|  | 7.   | Okean                | 18 | 18 | 7  | 4 | 7  | 24 | 25 | -1  |
|  | 8.   | Fakel Voronež        | 14 | 18 | 4  | 6 | 8  | 10 | 19 | -9  |
|  | 9.   | Dinamo Stavropol'    | 9  | 18 | 4  | 1 | 13 | 14 | 31 | -17 |
|  | 10.  | Dinamo-Gazovik       | 5  | 18 | 2  | 1 | 15 | 11 | 36 | -25 |

Legenda:
      Ammesse ai play-off per il titolo.
      Ammesse ai play-out.
Note:
Due punti a vittoria, uno a pareggio, zero a sconfitta.

#### Risultati
|                      | DiM  | LoM  | SpV  | CSK  | Tek  | Ura  | Oke  | Fak  | DiS  | DiG  |
| -------------------- | ---- | ---- | ---- | ---- | ---- | ---- | ---- | ---- | ---- | ---- |
| Dinamo Mosca         | –––– | 0-0  | 3-1  | 2-1  | 4-0  | 6-2  | 3-0  | 5-0  | 3-1  | 1-0  |
| Lokomotiv Mosca      | 2-0  | –––– | 0-3  | 0-0  | 1-0  | 1-0  | 2-1  | 0-0  | 3-0  | 3-1  |
| Spartak Vladikavkaz  | 0-0  | 0-0  | –––– | 2-0  | 2-2  | 2-0  | 3-1  | 2-1  | 2-1  | 4-1  |
| CSKA Mosca           | 4-1  | 1-1  | 2-4  | –––– | 1-0  | 2-1  | 2-0  | 2-0  | 3-0  | 3-0  |
| Tekstil'ščik Kamyšin | 1-1  | 3-1  | 3-2  | 1-1  | –––– | 3-0  | 1-0  | 1-0  | 1-0  | 1-0  |
| Uralmaš              | 2-1  | 3-1  | 1-1  | 1-1  | 1-0  | –––– | 1-3  | 1-0  | 4-1  | 5-2  |
| Okean                | 1-1  | 1-3  | 2-1  | 5-2  | 2-0  | 1-1  | –––– | 0-0  | 2-0  | 1-0  |
| Fakel Voronež        | 1-0  | 1-1  | 0-0  | 1-1  | 1-1  | 0-1  | 0-1  | –––– | 2-1  | 1-0  |
| Dinamo Stavropol'    | 0-3  | 0-1  | 0-2  | 1-2  | 0-0  | 2-1  | 2-0  | 2-1  | –––– | 3-0  |
| Dinamo-Gazovik       | 0-1  | 0-3  | 1-0  | 0-1  | 0-2  | 2-3  | 3-3  | 0-1  | 1-0  | –––– |

### Gruppo B

#### Classifica finale
|  | Pos. | Squadra                 | Pt | G  | V  | N | P  | GF | GS | DR  |
|  | ---- | ----------------------- | -- | -- | -- | - | -- | -- | -- | --- |
|  | 1.   | Spartak Mosca           | 28 | 18 | 11 | 6 | 1  | 35 | 9  | +26 |
|  | 2.   | Asmaral                 | 26 | 18 | 11 | 4 | 3  | 34 | 21 | +13 |
|  | 3.   | Lokokomtiv Nižnij Novg. | 23 | 18 | 7  | 9 | 2  | 16 | 11 | +5  |
|  | 4.   | Rostsel'maš             | 20 | 18 | 7  | 6 | 5  | 20 | 17 | +3  |
|  | 5.   | Kryl'ja Sovetov Samara  | 18 | 18 | 5  | 8 | 5  | 12 | 19 | -7  |
|  | 6.   | Torpedo Mosca           | 17 | 18 | 7  | 3 | 8  | 20 | 20 | +0  |
|  | 7.   | Rotor                   | 16 | 18 | 6  | 4 | 8  | 23 | 19 | +4  |
|  | 8.   | Zenit San Pietroburgo   | 14 | 18 | 4  | 6 | 8  | 21 | 35 | -14 |
|  | 9.   | Kuban'                  | 12 | 18 | 3  | 6 | 9  | 19 | 30 | -11 |
|  | 10.  | Šinnik                  | 6  | 18 | 1  | 4 | 13 | 11 | 30 | -19 |

Legenda:
      Ammesse ai play-off per il titolo.
      Ammesse ai play-out.
Note:
Due punti a vittoria, uno a pareggio, zero a sconfitta.

#### Risultati
|                           | SpM  | Asm  | LNN  | Ros  | Kry  | Tor  | Rot  | Zen  | Kub  | Šin  |
| ------------------------- | ---- | ---- | ---- | ---- | ---- | ---- | ---- | ---- | ---- | ---- |
| Spartak Mosca             | –––– | 5-1  | 1-0  | 2-0  | 5-0  | 1-1  | 1-0  | 4-0  | 2-1  | 0-0  |
| Asmaral                   | 1-1  | –––– | 0-0  | 1-0  | 0-0  | 2-1  | 2-1  | 8-3  | 3-1  | 1-2  |
| Lokomotiv Nižnij Novgorod | 0-0  | 2-1  | –––– | 1-1  | 1-0  | 1-0  | 1-0  | 0-0  | 3-3  | 2-0  |
| Rostsel'maš               | 0-0  | 0-1  | 0-0  | –––– | 1-1  | 2-1  | 1-3  | 1-0  | 1-1  | 2-0  |
| Kryl'ja Sovetov           | 1-1  | 1-2  | 1-1  | 1-0  | –––– | 2-1  | 0-0  | 1-0  | 1-0  | 1-0  |
| Torpedo Mosca             | 0-3  | 1-2  | 0-1  | 1-1  | 2-0  | –––– | 1-0  | 1-2  | 0-0  | 1-0  |
| Rotor                     | 1-3  | 0-0  | 3-0  | 1-3  | 3-0  | 0-1  | –––– | 6-1  | 1-3  | 1-0  |
| Zenit S. Pietroburgo      | 2-0  | 2-4  | 1-1  | 1-2  | 0-0  | 2-3  | 1-1  | –––– | 1-0  | 2-0  |
| Kuban'                    | 1-5  | 1-2  | 0-0  | 0-2  | 0-0  | 1-3  | 0-1  | 2-2  | –––– | 2-1  |
| Šinnik                    | 0-1  | 0-3  | 0-2  | 2-3  | 2-2  | 0-2  | 1-1  | 1-1  | 2-3  | –––– |

## Seconda fase

### Play-off per il titolo

#### Classifica finale
|  | Pos. | Squadra                 | Pt | G  | V  | N | P | GF | GS | DR  |
|  | ---- | ----------------------- | -- | -- | -- | - | - | -- | -- | --- |
|  | 1.   | Spartak Mosca           | 24 | 14 | 10 | 4 | 0 | 36 | 12 | +24 |
|  | 2.   | Spartak Vladikavkaz     | 17 | 14 | 7  | 3 | 4 | 26 | 20 | +6  |
|  | 3.   | Dinamo Mosca            | 16 | 14 | 6  | 4 | 4 | 26 | 21 | +5  |
|  | 4.   | Lokomotiv Mosca         | 15 | 14 | 5  | 5 | 4 | 14 | 15 | -1  |
|  | 5.   | CSKA Mosca              | 14 | 14 | 5  | 4 | 5 | 25 | 19 | +6  |
|  | 6.   | Lokokomtiv Nižnij Novg. | 11 | 14 | 2  | 7 | 5 | 10 | 18 | -8  |
|  | 7.   | Asmaral                 | 9  | 14 | 3  | 3 | 8 | 23 | 19 | +4  |
|  | 8.   | Rostsel'maš             | 6  | 14 | 1  | 4 | 9 | 3  | 16 | -13 |

Legenda:
      Campione di Russia e qualificata alla UEFA Champions League 1993-1994.
      Qualificate alla Coppa UEFA 1993-1994.
Note:
Due punti a vittoria, uno a pareggio, zero a sconfitta.

#### Risultati
|                           | SpM  | SpV  | DiM  | LoM  | CSK  | LNN  | Asm  | Ros  |
| ------------------------- | ---- | ---- | ---- | ---- | ---- | ---- | ---- | ---- |
| Spartak Mosca             | –––– | 5-0  | 4-3  | 4-1  | 1-1  |      |      |      |
| Spartak Vladikavkaz       | 2-5  | –––– |      |      |      | 4-0  | 3-0  | 1-0  |
| Dinamo Mosca              | 2-5  |      | –––– |      |      | 1-1  | 6-1  | 1-1  |
| Lokomotiv Mosca           | 0-1  |      |      | –––– |      | 1-1  | 1-4  | 1-0  |
| CSKA Mosca                | 1-2  |      |      |      | –––– | 0-2  | 4-1  | 4-0  |
| Lokomotiv Nižnij Novgorod |      | 1-3  | 0-2  | 1-3  | 1-1  | –––– |      |      |
| Asmaral                   |      | 3-3  | 1-3  | 0-3  | 2-5  |      | –––– |      |
| Rostsel'maš               |      | 1-0  | 0-2  | 0-1  | 0-1  |      |      | –––– |

### Play-out

#### Classifica finale
|  | Pos. | Squadra                | Pt | G  | V  | N | P  | GF | GS | DR  |
|  | ---- | ---------------------- | -- | -- | -- | - | -- | -- | -- | --- |
|  | 9.   | Uralmaš                | 30 | 22 | 12 | 6 | 4  | 40 | 21 | +21 |
|  | 10.  | Tekstil'ščik Kamyšin   | 28 | 22 | 12 | 4 | 6  | 23 | 13 | +10 |
|  | 11.  | Torpedo Mosca          | 28 | 22 | 12 | 4 | 6  | 27 | 17 | +10 |
|  | 12.  | Rotor                  | 26 | 22 | 11 | 4 | 7  | 35 | 22 | +13 |
|  | 13.  | Okean                  | 25 | 22 | 10 | 5 | 7  | 26 | 26 | +0  |
|  | 14.  | Kryl'ja Sovetov Samara | 25 | 22 | 9  | 7 | 6  | 22 | 16 | +6  |
|  | 15.  | Dinamo Stavropol'      | 24 | 22 | 10 | 4 | 8  | 27 | 23 | +4  |
|  | 16.  | Zenit San Pietroburgo  | 24 | 22 | 9  | 6 | 7  | 30 | 25 | +5  |
|  | 17.  | Fakel Voronež          | 22 | 22 | 9  | 4 | 9  | 17 | 17 | +0  |
|  | 18.  | Kuban'                 | 14 | 22 | 4  | 6 | 12 | 16 | 35 | -19 |
|  | 19.  | Šinnik                 | 11 | 22 | 3  | 5 | 14 | 19 | 34 | -15 |
|  | 20.  | Dinamo-Gazovik         | 7  | 22 | 3  | 1 | 18 | 16 | 49 | -33 |

Legenda:
      Qualificate alla Coppa delle Coppe 1993-1994.
      Retrocesse in Pervaja liga 1993.
Note:
Due punti a vittoria, uno a pareggio, zero a sconfitta.

#### Risultati
|                      | Ura  | Tek  | Tor  | Rot  | Oke  | Kry  | DiS  | Zen  | Fak  | Kub  | Šin  | DiG  |
| -------------------- | ---- | ---- | ---- | ---- | ---- | ---- | ---- | ---- | ---- | ---- | ---- | ---- |
| Uralmaš              | –––– |      | 1-0  | 2-1  |      | 2-0  |      | 1-1  |      | 6-0  | 2-0  |      |
| Tekstil'ščik Kamyšin |      | –––– | 3-0  | 1-0  |      | 1-1  |      | 0-0  |      | 1-0  | 3-1  |      |
| Torpedo Mosca        | 1-1  | 1-0  | –––– |      | 2-0  |      | 0-1  |      | 2-1  |      |      | 3-0  |
| Rotor                | 2-2  | 2-1  |      | –––– | 2-0  |      | 2-1  |      | 2-0  |      |      | 3-2  |
| Okean                |      |      | 0-0  | 0-2  | –––– | 1-0  |      | 3-2  |      | 2-0  | 3-2  |      |
| Kryl'ja Sovetov      | 1-1  | 2-0  |      |      | 3-1  | –––– | 0-0  |      | 1-0  |      |      | 4-0  |
| Dinamo Stavropol'    |      |      | 1-0  | 4-2  |      | 0-3  | –––– | 3-0  |      | 3-0  | 1-0  |      |
| Zenit S. Pietroburgo | 1-0  | 0-1  |      |      | 3-0  |      | 2-0  | –––– | 2-0  |      |      | 4-0  |
| Fakel Voronež        |      |      | 1-1  | 1-0  |      | 1-0  |      | 1-0  | –––– | 2-0  | 1-0  |      |
| Kuban'               | 0-0  | 0-2  |      |      | 1-1  |      | 2-2  |      | 0-2  | –––– |      | 2-1  |
| Šinnik               | 0-4  | 2-0  |      |      | 1-2  |      | 0-0  |      | 1-1  |      | –––– | 3-0  |
| Dinamo-Gazovik       |      |      | 1-2  | 0-3  |      | 1-0  |      | 1-3  |      | 1-0  | 1-2  | –––– |

## Statistiche

### Classifica marcatori
| Gol |  |  | Giocatore        | Squadra               |
| --- |  |  | ---------------- | --------------------- |
| 20  |  |  | Jurij Matveev    | Uralmaš               |
| 16  |  |  | Oleg Garin       | Okean                 |
| 16  |  |  | Vəli Qasımov     | Dinamo Mosca          |
| 13  |  |  | Vladimir Kulik   | Zenit San Pietroburgo |
| 13  |  |  | Kirill Rybakov   | Asmaral               |
| 12  |  |  | Dmitrij Radčenko | Spartak Mosca         |
| 12  |  |  | Nazim Süleymanov | Spartak Vladikavkaz   |